# Dègue de Bridges
Octodon bridgesi
Espèce
Statut de conservation UICN

 VU A2c : Vulnérable
Le Dègue de Bridges (Octodon bridgesi) est une espèce de rongeurs de la famille des Octodontidae. Il se répartit en Argentine et au Chili, le plus souvent au Nord du Chili. L'espèce a été nommée d'après Thomas Bridges, un botaniste britannique qui a transmis des individus au British Museum pour identification.

## Description
Bien qu'il soit très proche du Dègue du Chili, le Dègue de Bridges est nocturne.
Le Dègue de Bridges présente une indentation profonde des molaires.

## Habitat
Le Dègue de Bridges est un habitant des zones rocheuses et forestières ainsi que sur certaines terres agricoles ouvertes. La déforestation est une cause probable de déclin de l'espèce.

### Note
- (en) Cet article est partiellement ou en totalité issu de l’article de Wikipédia en anglais intitulé « Bridges' degu » (voir la liste des auteurs).